# Vatnsdalur
Koordinaten: 65° 25′ N, 20° 17′ W

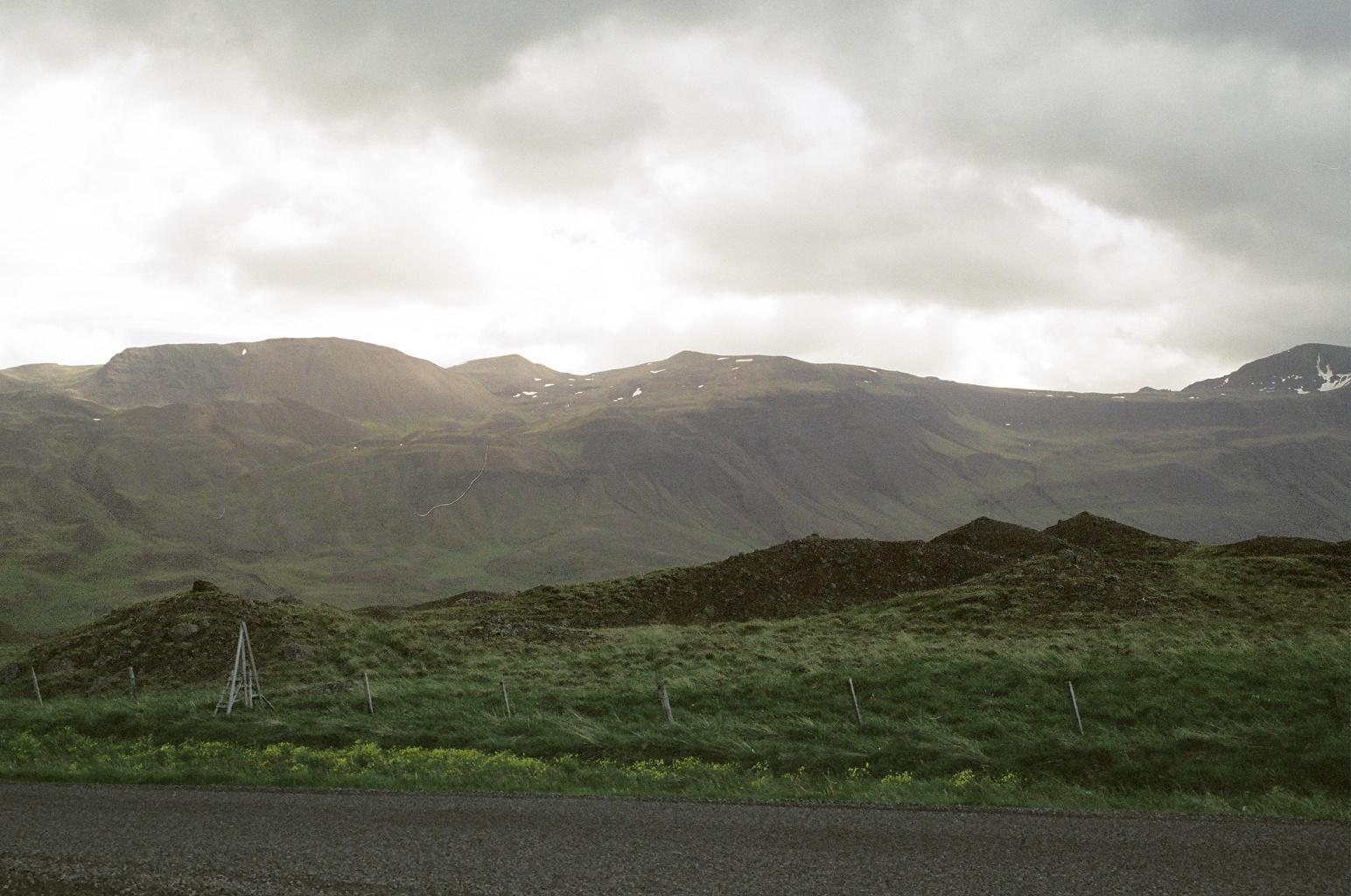
Vatnsdalshólar

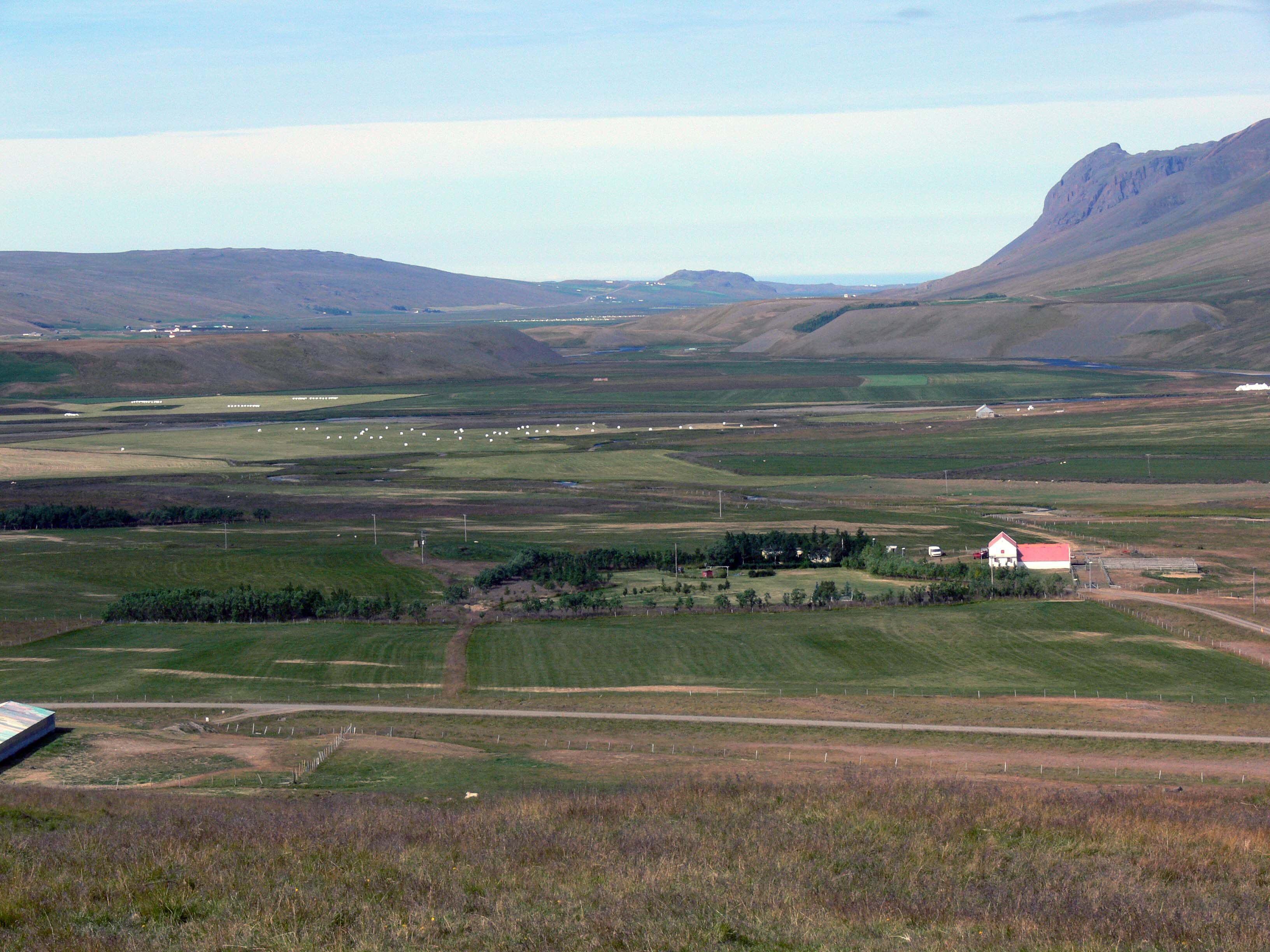
Überblick über Vatnsdalur von der Stelle, an der Ingimundurs Sohn Jökull gesiedelt haben soll.

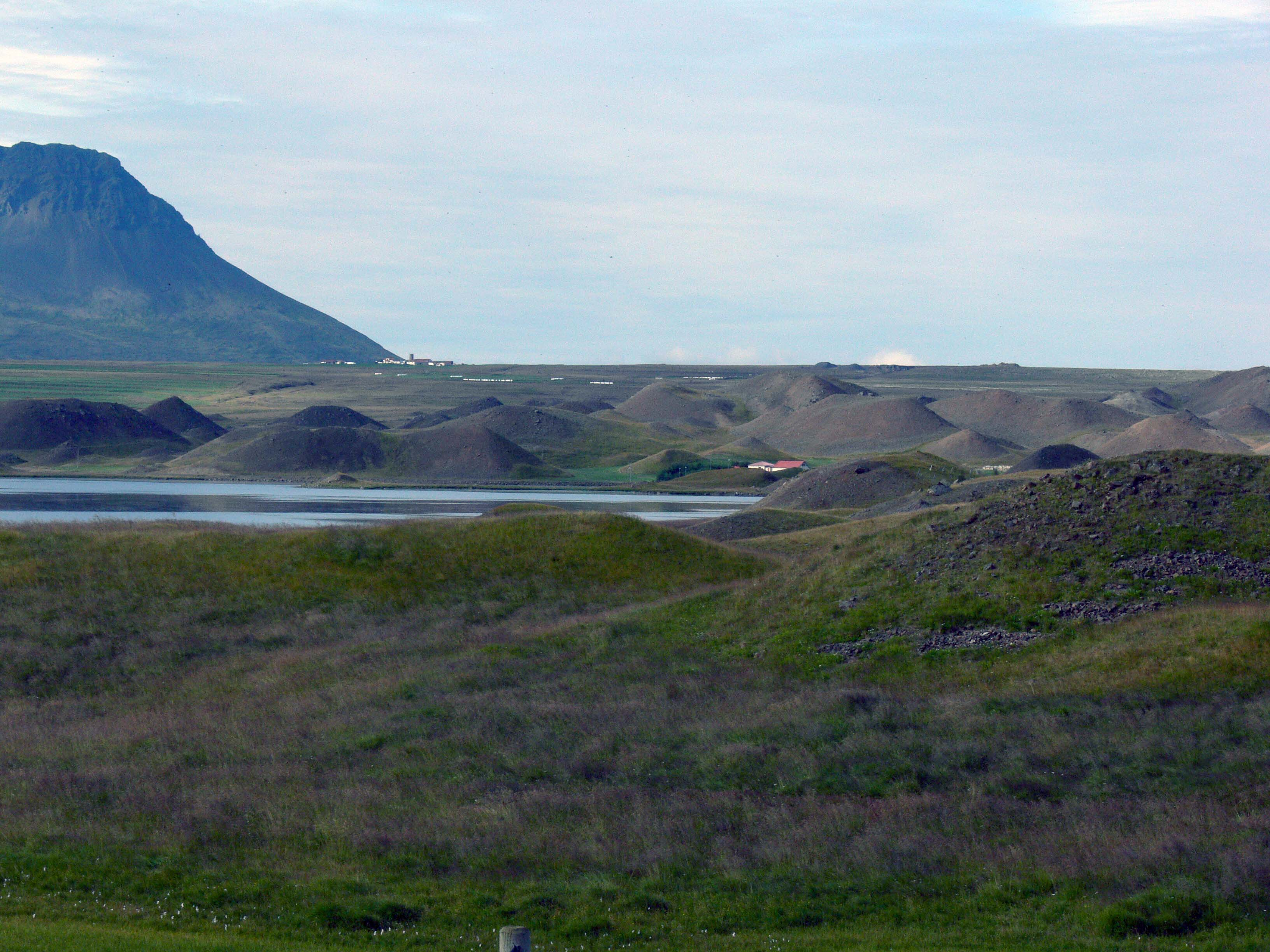
Vatnsdalshólar am Talausgang.

Das Vatnsdalur ist ein Tal im Norden von Island. Es befindet sich südlich von Blönduós und südöstlich des Hóp im Bezirk Austur-Húnavatnssýsla. Das Tal liegt zwischen den Bergen Víðidalsfjall und Vatnsdalsfjall. Es ist ungefähr 25 km lang.

## See Flóðið
Im Vatnsdalur liegt ein länglicher See von 2,6 km². Er ist ein natürlicher Stausee, der entstand, als 1720 der Erdrutsch Bjarnastaðaskríða vom Vatnsdalsfjall fiel. Vorher war dort ein grasbewachsenes Feuchtgebiet mit kleinen Seen und Teichen, von denen man noch die Namen kennt.

## Die Erdhügel der Vatnsdalshólar
Als unzählbar gelten in Island drei Gruppen von Sehenswürdigkeiten: die Seen der Arnarvatnsheiði, die Inseln des Breiðafjörður und die Erdhügel des Vatnsdalur, gen. Vatnsdalshólar.
Diese Hügel erklären sich durch häufige Erdrutsche vom Berg Vatnsdalsfjall. Besonders auffallend waren diejenigen der Jahre 1545 und 1720. Bei ersterem kamen 14 Menschen um. Der letzte größere bezeugte Erdrutsch in der Gegend fand 1811 statt und zerstörte eine Kirche. Die meisten dieser Hügel, genannt Vatnsdalshólar, die insgesamt eine Fläche von ca. 40 km² bedecken, entstanden allerdings, ebenfalls durch Erdrutsche, vor der Zeit der Landnahme.

## Vatnsdæla Saga
In diesem Tal spielt die Vatnsdæla saga, eine der Isländersagas. Sie berichtet von Ingimundur, einem Landnahmemann aus Norwegen und seinen Söhnen. 
Sie waren die ersten Siedler dieser Gegend und zeigten sich beeindruckt von der Menge an frischem Gras und der Schönheit der sanften Hügellandschaft. 
Isländische Archäologen haben den Ort, an dem sein Bauernhof stand, und die Lage einiger weiterer in der Saga vorkommender Höfe identifizieren können.

## Letzte Hinrichtung Islands
Im nördlichsten Teil der Vatnsdalshólar, bei den drei nahe zusammenliegenden Hügeln Þrístapar, nördlich der Ringstrasse, fand am 12. Januar 1830 die letzte Hinrichtung in Island statt.
Dabei handelte es sich um Friðrik Sigurðsson und Agnes Magnúsdóttir, die für den Mord an Natan Ketilsson und Pétur Jónsson auf dem Hof Illugastaðir auf der Halbinsel Vatnsnes bestraft wurden.
Die Geschichte hat etliche künstlerische Verarbeitungen erfahren. Z.B. schrieb Þorgeir Þorgeirsson den Roman Yfirvaldið und unter der Regie von Egill Eðvarðsson entstand 1996 der Film "Agnes".